# Бёкко, Хеге
Хеге Бёкко (норв. Hege Bøkko; род.5 сентября 1991 года) — норвежская конькобежка. Участница зимних Олимпийских игр 2010, 2014 и 2018 годов. 4-хкратная призёр чемпионата мира среди юниоров. У неё в общей сложности 43 медали с чемпионатов Норвегии.

## Биография
Хеге Бёкко родилась в Бускеруде, но всю жизнь прожила в горной деревне Ховет, где и начала кататься на коньках в возрасте 2-х лет. С юных лет она посещала небольшие соревнования на местном конькобежном стадионе в муниципалитете Холе, и занялась конькобежным спортом в 6 лет, последовав за двумя старшими братьями, Бьёрнаром и Ховардом - олимпийским чемпионом и чемпионом мира в конькобежном спорте.
На международном уровне впервые участвовала в 2009 году, когда приняла участие на чемпионате Европы в классическом многоборье, где заняла 15-е место, следом стала 23-й на чемпионате мира в спринтерском многоборье в Москве. В феврале дебютировала на чемпионате мира среди юниоров в Москве и сразу взяла серебро на дистанции 1000 метров.
В октябре 2009 года стала трёхкратной чемпионкой Норвегии, когда она выиграла забеги на 500, 1000 и 1500 метров. В январе 2010 года на чемпионате Европы в Хамаре поднялась на 13-е место и на Олимпийских играх 2010 года в Ванкувере участвовала на дистанциях 1000 и 1500 метров, став 10-й и 14-й соответственно.
В том же году в Москве на чемпионате мира среди юниоров стала 2-й на дистанциях 1000 метров и 1500 метров. 
В ноябре 2010 года Бёкко попала на подиум на всех 4-х дистанциях национального чемпионата, где первенствовала Ида Ньотун.
В начале 2011 года она вновь стала 13-й в многоборье на чемпионате Европы в Коллальбо и на чемпионате мира в спринтерском многоборье заняла 23-е место.
В декабре 2011 года стала чемпионкой Норвегии в классическом многоборье, среди мужчин на этом же чемпионате победил её старший брат.
На чемпионате мира в классическом многоборье в Москве, Бёкко заняла 16-е место. На чемпионате Норвегии 2012 и 2013 года на отдельных дистанциях она вновь осталась без золотой медали. На зимних Олимпийских играх в Сочи она заняла низкое 32-е место на дистанции 1500 метров и 7-е в командной гонке преследования. Следующие 2 года она также выступала за сборную на мировых и европейских чемпионатах, но высоких мест не занимала. 
И только в 2017 году на чемпионате Европы в спринтерском многоборье смогла подняться на 5-е место в общем зачёте, а потом и на чемпионате мира в Калгари заняла 5-е место. На национальном чемпионате выиграла на дистанциях 500 и 1000 метров. В 2018 году на зимних Олимпийских играх в Пхёнчхане Хеге Бёкко заняла 18-е место в беге на 500 метров и 14-е на 1000 метров.
После игр она участвовала в Чанчуне на чемпионате мира в спринтерском многоборье и вновь стала 5-й в общем зачёте. В декабре выиграла многоборье на национальном чемпионате Норвегии. В следующем 2019 году Бёкко стала 8-й на чемпионате Европы в спринтерском многоборье и в феврале 2020 года на чемпионате мира в спринтерском многоборье поднялась на 18-е место.
В апреле 2020 года она объявила о своем уходе из спорта.

## Личная жизнь
Хеге Бёкко получила степень бакалавра в области медицинских исследовании в Университете Агдера в Кристиансанне. Она увлекается рыбалкой и лыжами. Замужем за Ховаром Лорентсеном, олимпийским серебряным призёром и чемпионом с которым стали парой в 2018 году. В 2021 году они узнали о её беременности.  В том же году она стала в "Viasat" экспертом-комментатором своих трансляций.